# اوزون قوئی دو
اوزون قوئی دو یک روستا در ایران است که در دهستان تازه‌کند (پارس‌آباد) واقع شده‌است. اوزون قوئی دو ۴۰۱ نفر جمعیت دارد.